# Festival di Berlino 1974

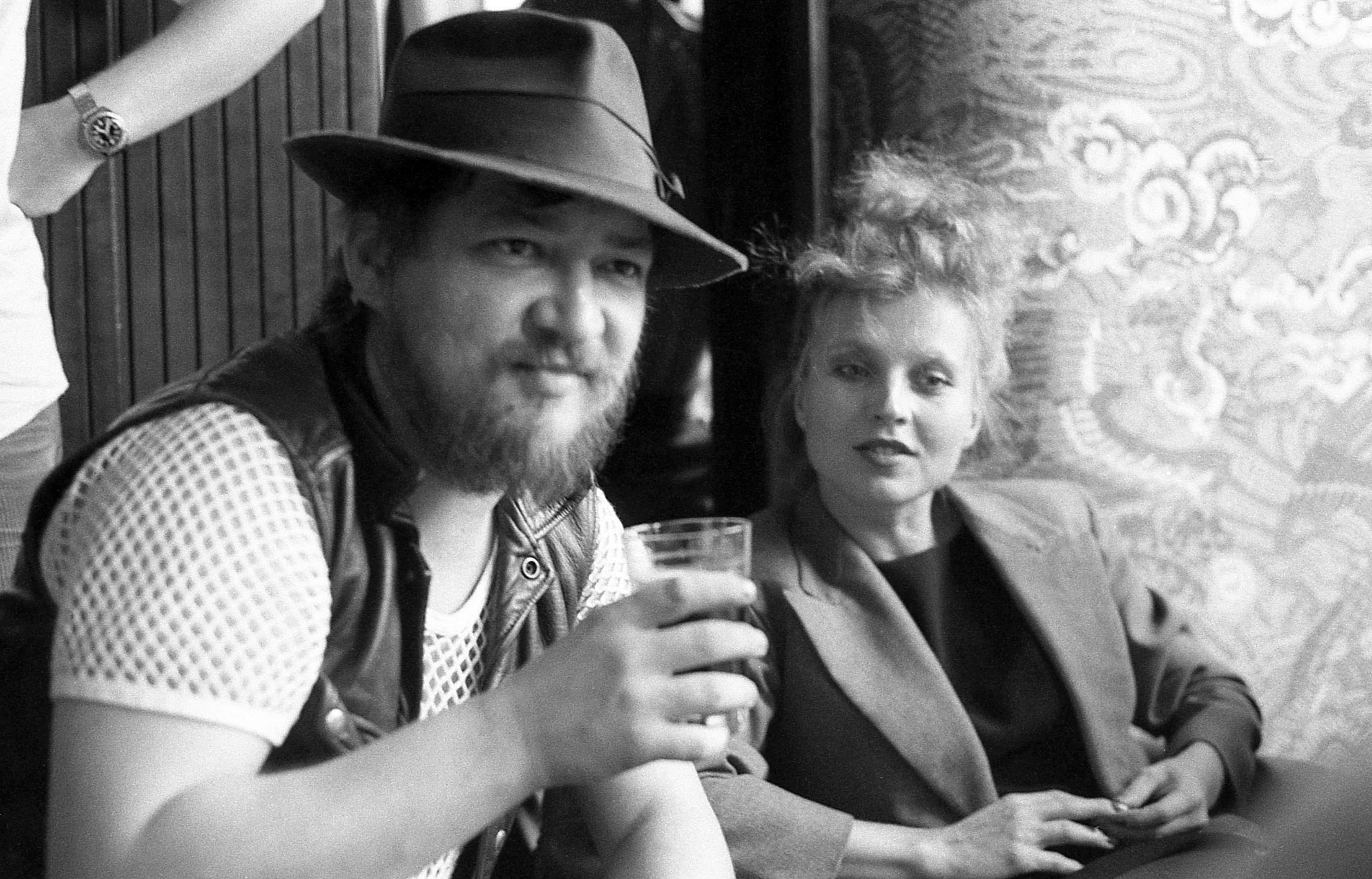
Rainer Werner Fassbinder (qui con l'attrice Hanna Schygulla), favorito per l'Orso d'oro e vincitore del premio INTERFILM con Effi Briest.

La 24ª edizione del Festival internazionale del cinema di Berlino si è svolta a Berlino dal 21 giugno al 2 luglio 1974, con lo Zoo Palast come sede principale. Direttore del festival è stato per il ventiquattresimo anno Alfred Bauer.
L'Orso d'oro è stato assegnato al film canadese Soldi ad ogni costo di Ted Kotcheff.
Così come avvenuto nell'edizione precedente, anche in quella di quest'anno non sono stati assegnati gli Orsi d'argento a miglior regista, miglior attore e migliore attrice.
Le retrospettive di questa edizione sono state dedicate all'attrice e cantante Lilian Harvey, al regista e sceneggiatore Jacques Feyder e al regista di film d'animazione Norman McLaren.

## Storia
(Wolfgang Jacobsen, 50 Years Berlinale)
Il 1974 segnò un momento fondamentale per il festival: per la prima volta un film sovietico,S toboj i bez tebja del regista Rodion Nachapetov, venne proiettato alla Berlinale, seppure fuori concorso. Il comitato consultivo del festival aveva deciso sin dalla prima edizione di non invitare film provenienti dal blocco orientale e ufficialmente questa posizione non era cambiata per tutti gli anni sessanta, nonostante sporadici tentativi di riavvicinamento e contatto con la Deutsche Film AG di Babelsberg e con la Sovexportfilm, l'organo responsabile della diffusione dei film sovietici all'estero. Inoltre, anche la controparte aveva sempre avuto difficoltà ad esprimere interesse per un evento che ai suoi occhi serviva alle "ambizioni imperialiste degli Stati Uniti" e anche se in alcune edizioni sembrò solo una formalità il fatto che film dell'est europeo potessero partecipare alla Berlinale, in quella successiva le condizioni diplomatiche in continua evoluzione cambiavano tutto.
Un'altra questione politica legata alla partecipazione degli stati socialisti riguardò il Forum internazionale del giovane cinema e il film ungherese Harmadik nekifutás di Péter Bacsó, che gli organizzatori avevano cercato in tutti i modi di ottenere. Da Budapest arrivò la richiesta di due giorni per decidere riguardo all'invito e il Forum negoziò con la Berliner Festspiele GmbH, ente privato al quale il festival era stato trasferito nel 1967, la possibilità di estendere la durata della rassegna per un altro giorno per avere tempo sufficiente. Il prolungamento fu concordato e dall'Ungheria arrivo l'ok per la partecipazione, ma meno di una settimana dopo un telegramma annunciò che il film era stato ritirato senza fornire spiegazioni. Nel suo rapporto finale per il Forum, il co-fondatore Ulrich Gregor ipotizzò che «gli articoli entusiasti che sulla stampa di Berlino hanno commentato la partecipazione dell'Ungheria come secondo stato del blocco orientale (annunciando in particolare la "liberalità" della politica culturale ungherese), hanno svolto un ruolo nella revoca dell'accordo iniziale».
Il clima aveva cominciato a mutare da appena un paio d'anni, da quando la firma dei trattati con il blocco orientale e le politiche del cancelliere Willy Brandt avevano portato ad una graduale distensione e alla presenza di delegati e osservatori da Unione Sovietica, Cecoslovacchia, Polonia e Germania Est. Il 3 giugno 1974, due settimane prima della cerimonia di inaugurazione, il direttore Alfred Bauer ricevette una telefonata dal vice console sovietico Nikotin che lo informò sulla decisione di accettare l'invito alla Berlinale con un film fuori concorso e una delegazione di osservatori.
A parte la grande soddisfazione per questo evento, il film di Nahapetov fu accolto con grande freddezza da pubblico e critica (Friedrich Luft lo definì «un "bonbon" del realismo socialista»), ma il festival lasciò comunque un'impressione positiva dal punto di vista artistico e in molti sottolinearono il significativo miglioramento dei film in concorso. Pubblico e critica accolsero con entusiasmo opere come L'orologiaio di Saint-Paul di Bertrand Tavernier (Gran premio della giuria e premio OCIC) e soprattutto Effi Briest di Rainer Werner Fassbinder, che molti avevano dato per favorito per l'Orso d'oro ma che fu battuto dalla commedia drammatica canadese Soldi ad ogni costo di Ted Kotcheff.
Molti osservatori elogiarono anche il modo in cui il concorso e il Forum internazionale del giovane cinema si erano avvicinati e avevano influenzato reciprocamente i rispettivi programmi. Esemplari da questo punto di vista furono due pellicole dell'iraniano Sohrab Shahid Saless: il suo film d'esordio Yek ettefāq-e Sade venne proiettato nel Forum, mentre Ṭabi'at-e Bijan fu mostrato nella rassegna principale. Sul Frankfurter Rundschau del 4 luglio 1974, il critico Peter W. Jansen parlò di una festival che aveva formato "un insieme quasi integrato", elogiando in particolare l'aumento di film artisticamente ambiziosi: «Nelle forme di drammi storici, commedie o racconti allegorici, questi film si dedicano più o meno direttamente a cose del tutto concrete, in primo luogo le condizioni in cui l'individuo deve vivere nella sua particolare realtà sociale»".

## Giuria internazionale
- Rodolfo Kuhn, regista e sceneggiatore (Argentina) - Presidente di giuria[8]
- Margaret Hinxmann, scrittrice e critica cinematografica (Regno Unito)
- Pietro Bianchi, giornalista e critico cinematografico (Italia)
- Gérard Ducaux-Rupp, produttore (Francia)
- Kurt Heinz, compositore (Germania Ovest)
- Akira Iwasaki, storico e critico cinematografico (Giappone)
- Arthur Knight, storico e critico cinematografico (Stati Uniti)
- Manfred Purzer, regista e sceneggiatore (Germania Ovest)
- Piet Ruivenkamp, critico cinematografico (Paesi Bassi)

## Selezione ufficiale

### In concorso
- El amor del capitán Brando, regia di Jaime de Armiñán (Spagna)
- Ankur, regia di Shyam Benegal (India)
- Asayake no uta, regia di Kei Kumai (Giappone)
- Bobbys krig, regia di Arnljot Berg (Norvegia)
- Charley (Charley One-Eye), regia di Don Chaffey (Regno Unito, Stati Uniti)
- The Concert, regia di Claude Chagrin (Regno Unito)
- Corruzione in una famiglia svedese - Una manciata d'amore (En handfull kärlek), regia di Vilgot Sjöman (Svezia)
- Effi Briest (Fontane - Effi Briest), regia di Rainer Werner Fassbinder (Germania Ovest)
- Les Guichets du Louvre, regia di Michel Mitrani (Francia)
- Ha'Ya'ar Ha-Kasum, regia di Shlomo Suriano (Israele)
- Im Namen des Volkes, regia di Ottokar Runze (Germania Ovest)
- Little Malcolm, regia di Stuart Cooper (Regno Unito)
- De loteling, regia di Roland Verhavert (Belgio)
- Maa on syntinen laulu, regia di Rauni Mollberg (Finlandia)
- Man anam keh, regia di Ali Akbar Sadeghi (Iran)
- L'orologiaio di Saint-Paul (L'horloger de Saint-Paul), regia di Bertrand Tavernier (Francia)
- Pane e cioccolata, regia di Franco Brusati (Italia)
- La Patagonia rebelde, regia di Héctor Olivera (Argentina)
- Le Pélican, regia di Gérard Blain (Francia)
- La rappresentazione di Amleto alla cooperativa agricola (Predstava Hamleta u selu Mrduša Donja), regia di Krsto Papić (Jugoslavia)
- Sagarana, o Duelo, regia di Paulo Thiago (Brasile)
- Sea Creatures, regia di Robin Lehman (Regno Unito)
- Soldi ad ogni costo (The Apprenticeship of Duddy Kravitz), regia di Ted Kotcheff (Canada)
- Straf, regia di Olga Madsen (Paesi Bassi)
- Ṭabi'at-e Bijan, regia di Sohrab Shahid Saless (Iran)
- Two, regia di Charles Trieschmann (Stati Uniti)
- L'ultima donna non esiste (There Is No 13), regia di William Sachs (Stati Uniti)
- Zeami, regia di Susumu Harada (Giappone)

### Fuori concorso
- S toboj i bez tebja, regia di Rodion Nachapetov (Unione Sovietica)

### Forum internazionale del giovane cinema

#### Programma principale
- The Act of Seeing with One's Own Eyes, regia di Stan Brakhage (Stati Uniti)
- Against Reason and by Force (Contra la razon y por la fuerza), regia di Carlos Ortiz Tejeda (Messico)
- L'aggettivo donna, regia di Rony Daoupoulos e Annabella Miscuglio (Italia)
- Allein machen sie dich ein, regia di Susanne Beyeler, Rainer März e Manfred Stelzer (Germania Ovest)
- Ausdatiertes Material, regia di Wilhelm e Birgit Hein (Germania Ovest)
- Borinage, regia di Joris Ivens e Henri Storck (Belgio)
- Broken Treaty at Battle Mountain, regia di Joel L. Freedman (Stati Uniti)
- La conquista dell'impero, regia di Ugo Gregoretti (Italia)
- La corazzata Potëmkin (Bronenosets Potyomkin), regia di Sergej M. Ėjzenštejn (Unione Sovietica)
- Diretto da John Ford (Directed by John Ford), regia di Peter Bogdanovich (Stati Uniti)
- Diwan, regia di Werner Nekes (Germania Ovest)
- I dokimi, regia di Jules Dassin (Regno Unito, Grecia)
- La expropiación, regia di Raúl Ruiz (Cile)
- The Extradition (Die Auslieferung), regia di Peter von Gunten (Svizzera)
- Hearts and Minds, regia di Peter Davis (Stati Uniti)
- Histoires d'A, regia di Charles Belmont e Marielle Issartel (Francia)
- I.F. Stone's Weekly, regia di Jerry Bruck Jr. (Stati Uniti)
- Jatun auka, regia di Jorge Sanjinés (Bolivia)
- John the Violent (Ioannis o viaios), regia di Tonia Marketaki (Grecia)
- Kokuhakuteki joyūron, regia di Yoshishige Yoshida (Giappone)
- Die letzten Heimposamenter, regia di Yves Yersin (Svizzera)
- Made in Germany und USA, regia di Rudolf Thome (Germania Ovest)
- Meus Amigos, regia di António da Cunha Telles (Portogallo)
- Megara, regia di Saki Maniatis e Yorgos Tsemberopoulos (Grecia)
- Mille mots, regia di Massimo Mingrone (Italia, Canada)
- My Ain Folk, regia di Bill Douglas (Regno Unito)
- To proxenio tis Annas, regia di Pantelis Voulgaris (Grecia)
- La Région centrale, regia di Michael Snow (Canada)
- Il ritorno degli ubriachi (Kaette kita yopparai), regia di Nagisa Ōshima (Giappone)
- Ritratto d'infanzia (My Childhood), regia di Bill Douglas (Regno Unito)
- Die Sage vom alten Hirten Xeudi und seinem Freund Reiman, regia di Hans-Jakob Siber (Svizzera)
- Schneeglöckchen blühen im September, regia di Christian Ziewer (Germania Ovest)
- Skarpretteren, regia di Ursula Reuter Christiansen (Danimarca)
- Sola (Odna), regia di Grigorij Kozincev e Leonid Trauberg (Unione Sovietica)
- Tendresse ordinaire, regia di Jacques Leduc (Canada)
- La tierra prometida, regia di Miguel Littín (Cuba, Cile)
- Vilarinho das Furnas, regia di António Campos (Portogallo)
- Yek ettefāq-e Sade, regia di Sohrab Shahid Saless (Iran)
- Yhden miehen sota, regia di Risto Jarva (Finlandia)
- Zvenigora, regia di Aleksandr Dovženko (Unione Sovietica)

- Man Ray, opera completa
- Emak-Bakia, regia di Man Ray (Francia)
- L'Étoile de mer, regia di Man Ray (Francia)
- Les Mystères du château de Dé, regia di Man Ray (Francia)
- Le Retour à la raison, regia di Man Ray (Francia)

- Maya Deren, opera completa
- At Land, regia di Maya Deren (Stati Uniti)
- Meditation on Violence, regia di Maya Deren (Stati Uniti)
- Meshes of the Afternoon, regia di Maya Deren (Stati Uniti)
- Ritual in Transfigured Time, regia di Maya Deren (Stati Uniti)
- A Study in Choreography for Camera, regia di Maya Deren (Stati Uniti)
- The Very Eye of Night, regia di Maya Deren (Stati Uniti)

#### Il Nuovo cinema tedesco
- Alice nelle città (Alice in den Städten), regia di Wim Wenders (Germania Ovest)
- Arrowplane, regia di Heinz Emigholz (Germania Ovest)
- The Birth of a Nation (Die Geburt der Nation), regia di Klaus Wyborny (Germania Ovest)
- Fundevogel, regia di Claudia von Alemann (Germania Ovest)
- Fußball wie noch nie, regia di Hellmuth Costard (Germania Ovest)
- Ich dachte, ich wär tot, regia di Wolf Gremm (Germania Ovest)
- Der lange Jammer, regia di Max Willutzki (Germania Ovest)
- Lohn und Liebe, regia di Marianne Lücke e Ingo Kratisch (Germania Ovest)
- Le occupazioni occasionali di una schiava (Gelegenheitsarbeit einer Sklavin), regia di Alexander Kluge (Germania Ovest)
- Die phantastische Welt des Matthew Madson, regia di Helmut Herbst (Germania Ovest)
- Razza padrona (Supermarkt), regia di Roland Klick (Germania Ovest)
- Die Verrohung des Franz Blum, regia di Reinhard Hauff (Germania Ovest)

## Premi

### Premi della giuria internazionale
- Orso d'oro: Soldi ad ogni costo di Ted Kotcheff
- Orso d'argento, gran premio della giuria: L'orologiaio di Saint-Paul di Bertrand Tavernier
- Orso d'argento:
Im Namen des Volkes di Ottokar Runze
La Patagonia rebelde di Héctor Olivera
Little Malcolm di Stuart Cooper
Pane e cioccolata di Franco Brusati
Ṭabi'at-e Bijan di Sohrab Shahid Saless
- Orso d'oro per il miglior cortometraggio: The Concert di Claude Chagrin
- Orso d'argento, premio della giuria (cortometraggi): ex aequo
Sea Creatures di Robin Lehman
Straf di Olga Madsen

### Premi delle giurie indipendenti
- Premio FIPRESCI: Ṭabi'at-e Bijan di Sohrab Shahid Saless
Menzione speciale (Forum): To proxenio tis Annas di Pantelis Voulgaris[9]
- Premio OCIC: L'orologiaio di Saint-Paul di Bertrand Tavernier
Premio OCIC (Forum): Yek ettefāq-e Sade di Sohrab Shahid Saless
Raccomandazioni: Pane e cioccolata di Franco Brusati e Ṭabi'at-e Bijan di Sohrab Shahid Saless
Raccomandazioni (Forum): To proxenio tis Annas di Pantelis Voulgaris, Die letzten Heimposamenter di Yves Yersin, Ritratto d'infanzia di Bill Douglas, Yhden miehen sota di Risto Jarva
- Premio CIDALC: De loteling di Roland Verhavert
Premio CIDALC "Gandhi": Man anam keh di Ali Akbar Sadeghi
- Premio INTERFILM:[10] Effi Briest di Rainer Werner Fassbinder
Premio INTERFILM Otto Dibelius: Ṭabi'at-e Bijan di Sohrab Shahid Saless
Premio INTERFILM (Forum): To proxenio tis Annas di Pantelis Voulgaris e Yek ettefāq-e Sade di Sohrab Shahid Saless
Raccomandazioni (Forum): Die letzten Heimposamenter di Yves Yersin, My Ain Folk e Ritratto d'infanzia di Bill Douglas

### Premi dei lettori
- Premio dei lettori della Berliner Morgenpost: El amor del capitán Brando di Jaime de Armiñán